# Claude Chabauty
Claude Chabauty (Orã, 4 de maio de 1910 – Grenoble, 2 de junho de 1990) foi um matemático francês.

## Carreira
Foi admitido em 1929 para a Escola Normal Superior de Paris. Em 1938 obteve um doutorado com uma tese sobre teoria dos números e geometria algébrica. Subsequentemente foi professor em Estrasburgo. A partir de 1954, e por 22 anos, foi diretor do Departamento de Matemática Pura da Universidade Grenoble-Alpes.